# Leningrádskaya (Krasnodar)
Leningrádskaya (del ruso: Ленингра́дская) es una stanitsa, centro administrativo del raión de Leningrádskaya del krai de Krasnodar, en Rusia. Está situada a orillas del río Sosyka, afluente del río Yeya, 145 km al norte de Krasnodar, la capital del krai. Tenía 36 940 habitantes en 2010
Es la segunda localidad de este tipo en población (stanitsa) del krai y la tercera de Rusia.
Es cabeza del municipio Leningrádskoye, al que pertenecen las localidades de Andriúshenko, Vostochni y Krasnostreletski.

## Historia
La localidad fue fundada en 1794, como uno de los primeros asentamientos de los cosacos del Mar Negro en la región de Kubán. Los primeros colonos provenían de la ciudad de Uman, en el centro de la actual Ucrania que la bautizaron como Úmanskoye o Úmanski kurin. En 1842 le fue otorgado el estatus de stanitsa y el nombre actual. Desde el 1 de julio de 1842 a 1869 era centro administrativo del ókrug de Yeisk del óblast de Kubán. 
En 1911 se construyó el ramal del ferrocarril del Cáucaso Norte entre Pávlovskaya (estación Sosyka) y Yeisk, en la costa del mar de Azov, que pasa por la localidad (estación Úmanskaya). En 1913 la stanitsa contaba con 23 800 habitantes (13 751 cosacos y 10 049 forasteros). 
Durante el régimen soviético, en el período de Colectivización agrícola, la localidad fue incluida en las listas negras de sabotaje, por lo que parte de su población fue represaliada o deportada al norte de la URSS y Kazajistán en 1932-1933. Se repobló con familias de los distritos militares del Ejército Rojo de Bielorrusia y Leningrado. El 20 de junio de 1934 fue rebautizada como Leningrádskaya.
Durante la Gran Guerra Patria, Leningrádskaya fue ocupada en verano de 1942 por la Wehrmacht de la Alemania Nazi y liberada por el Ejército Rojo en febrero de 1943.

## Demografía
| 1897 | 1913   | 1959   | 1970   | 1979   | 1989   | 2002   | 2010   |
| ---- | ------ | ------ | ------ | ------ | ------ | ------ | ------ |
| 8793 | 23 800 | 17 824 | 26 750 | 30 707 | 34 554 | 38 218 | 36 940 |

## Cultura y lugares de interés

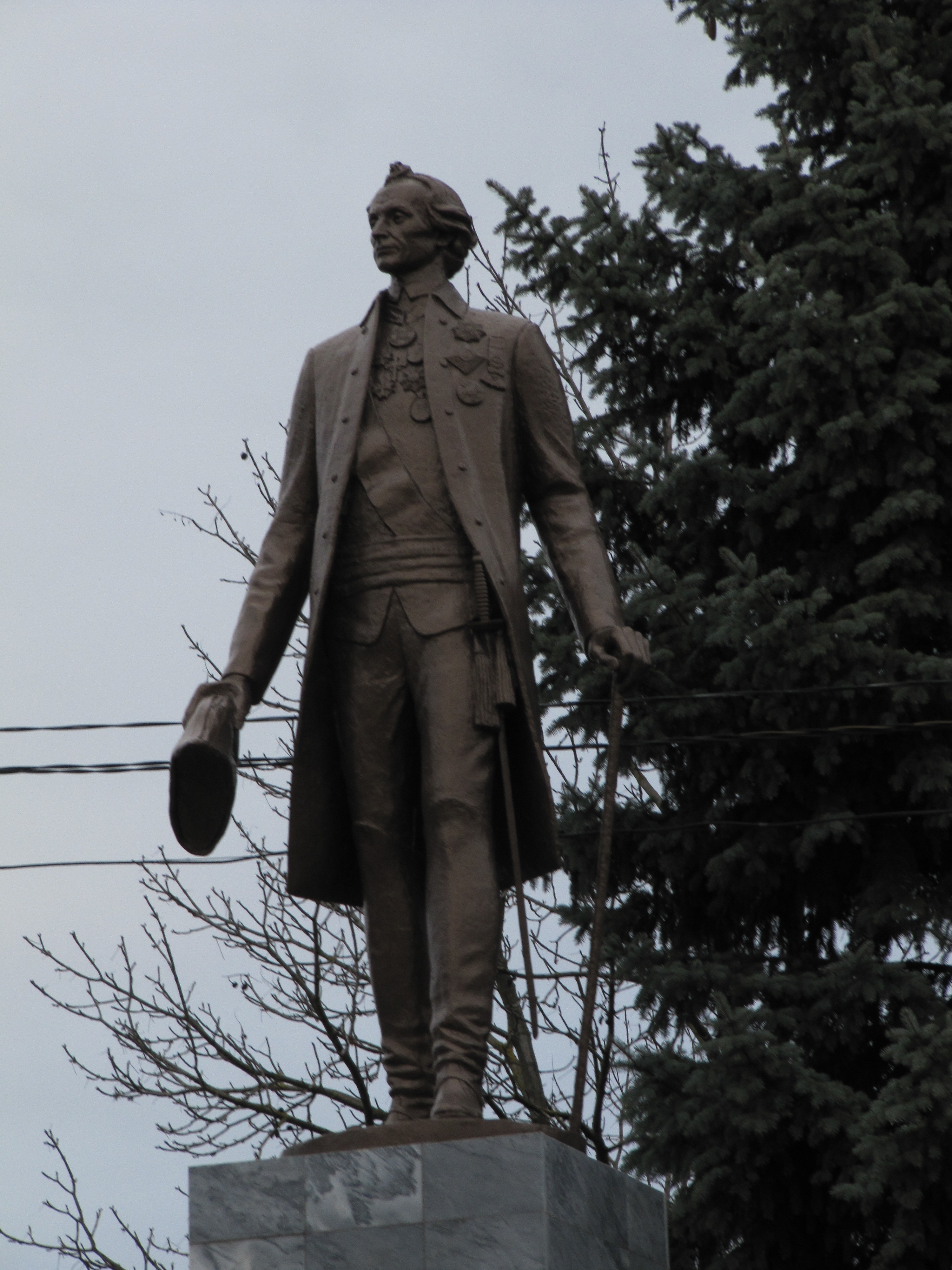
Monumento a Aleksandr Suvórov en la stanitsa.

Cabe resaltar dos monumentos, el dedicado a Aleksandr Suvórov y el busto de bronce en homenaje a Dmitri Gontar, dos veces Héroe del Trabajo Socialista.

## Economía y transporte
La stanitsa es centro de una importante región agrícola en la que predomina el cultivo de grano (trigo, maíz, cebada) y cultivos técnicos (girasoles, soja, remolacha azucarera), aunque también se da la cría de ganado (bovinos, cerdos, aves de corral). Hay varias empresas que procesan los productos agrícolas (fábrica de azúcar, procesado de lácteos), así como un taller de cerámica.
Tiene una estación de ferrocarril (Úmanskaya) en la línea que sigue hacia Starominskaya al noroeste y Pávlovskaya al sureste. Leningrádskaya se encuentra al oeste de la M4 Moscú-Novorosisk, en un cruce de la R268 Bataisk-Krasnodar (entre Kanevskaya-Starodereviankovskaya al suroeste y Kisliakóvskaya al nordeste; Starominskaya al noroeste y Pávlovskaya al sureste).